# Tamble Monteiro
Tamble Ulisses Folgado Monteiro (Coimbra, 15 novembre 2000) è un calciatore guineense con cittadinanza portoghese, attaccante del Portimonense.

## Carriera

### Club
Tamble è cresciuto nel settore giovanile dell'Académica ed ha trascorso i primi anni della carriera in Terceira Liga con la maglie di Anadia, São João de Ver e Felgueiras 1932.
Nel gennaio del 2024 è stato acquistato dalla Portimonense con cui ha debuttato in Primeira Liga il 25 febbraio nell'incontro perso 4-0 contro il Benfica; conclude la stagione segnando una rete in 5 presenze e venendo riconfermato in rosa anche per la stagione successiva.

### Nazionale
Il 20 marzo 2025 esordisce con la Guinea-Bissau nella sconfitta per 3-1 contro la Sierra Leone, in cui ha realizzato la rete della sua squadra.

## Statistiche

### Presenze e reti nei club
Statistiche aggiornate al 25 febbraio 2024.
| Stagione        | Squadra         | Campionato      | Campionato | Campionato | Coppe nazionali | Coppe nazionali | Coppe nazionali | Coppe continentali | Coppe continentali | Coppe continentali | Altre coppe | Altre coppe | Altre coppe | Totale | Totale | Totale |
| Stagione        | Squadra         | Comp            | Pres       | Reti       | Comp            | Pres            | Reti            | Comp               | Pres               | Reti               | Comp        | Pres        | Reti        | Pres   | Reti   |        |
| --------------- | --------------- | --------------- | ---------- | ---------- | --------------- | --------------- | --------------- | ------------------ | ------------------ | ------------------ | ----------- | ----------- | ----------- | ------ | ------ | ------ |
| 2020-2021       | Anadia          | CdP             | 21         | 3          | CP              | 4               | 3               |                    | -                  | -                  |             | -           | -           | 25     | 6      |        |
| 2021-2022       | Anadia          | TL              | 23         | 3          | CP              | 0               | 0               |                    | -                  | -                  |             | -           | -           | 23     | 3      |        |
| 2022-2023       | São João de Ver | TL              | 13         | 1          | CP              | 4               | 6               |                    | -                  | -                  |             | -           | -           | 17     | 7      |        |
| 2023-gen. 2024  | Felgueiras 1932 | TL              | 14         | 10         | CP              | 3               | 2               |                    | -                  | -                  |             | -           | -           | 17     | 12     |        |
| gen.-giu. 2024  | Portimonense    | PL              | 4          | 1          | CP+CdL          | -               | -               |                    | -                  | -                  |             | -           | -           | 4      | 1      |        |
| Totale carriera | Totale carriera | Totale carriera | 75         | 18         |                 | 11              | 11              |                    | -                  | -                  |             | -           | -           | 86     | 29     |        |